# 吉姆·布勞德本特
占士·「占」·博班特（英語：James "Jim" Broadbent，1949年5月24日—）是一名英國男演員。他於1972年畢業於倫敦音樂與戲劇藝術學院，並憑藉在電影和電視中的眾多角色而成為知名的角色演員。在博班特的職業生涯中，他獲得各種榮譽，包括奧斯卡金像獎、英國電影學院獎、金球獎，以及黃金時段艾美獎和格林美獎的提名。他憑著2001年的電影《特工IRIS》中的配角約翰·貝利而獲得奧斯卡金像獎。博班特及後憑著同年電影《情陷紅磨坊》獲得英國電影學院獎最佳男配角。他早期的電影角色包括泰利·基咸的電影《時光大盜》（1981）、《妙想天開》（1985），之後在麥克·李的1990年電影《甜蜜生活》中扮演突破性角色。博班特著名的電影角色包括了1987年的《超人IV：尋求和平》、1989年的《維京人埃里克》、1995年的《理查德三世》、1997年的《地板下的小矮人》、2002年的《紐約風雲》、2004年的《八十日環遊世界》、2015年的《貨車裡的女人》、2018年的《盜王之王》，以及2021年的《耶誕男孩》。
他憑著2005年電影《魔幻王國：獅子·女巫·魔衣櫥》中的狄哥里·寇克一角、2008年《奪寶奇兵之水晶骷髏國》的迪安·查理斯·史丹福、2009—2011年《哈利波特系列電影》的赫瑞司·史拉轟，以及2014—2017年《柏靈頓熊系列電影》中的森繆爾·格魯伯而受到關注。
博班特的電視角色包括在BBC於1983至1991年的處境喜劇《只有傻瓜和馬》中飾演羅伊·斯萊特，在2002年HBO電影《集結風暴》中飾演德斯蒙德·莫頓，以及2006年在英國第四台的電影《朗福德》裡飾演朗福德伯爵。2017年，他還憑著HBO奇幻劇集《權力遊戲》的第七季中飾演埃博羅斯學士一角而受到關注。

## 早年生活

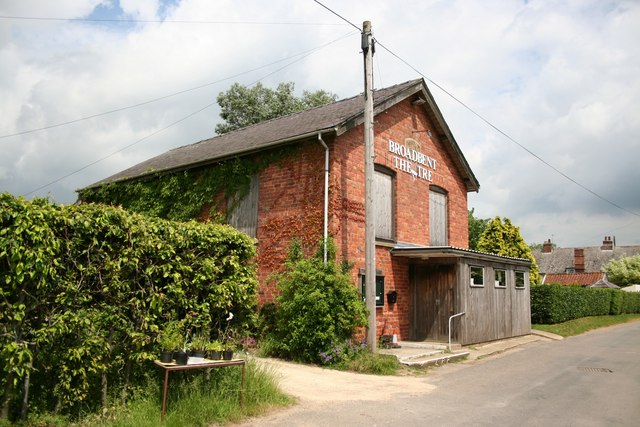
以占·博班特的父親羅伊·博班特的名字命名，位於林肯郡威肯比的博班特劇院。照片攝於2006年。

占士·博班特在1949年5月24日生於林肯郡霍爾頓暨貝克林，他是藝術家、雕塑家、室內設計師和家具製造商羅伊·拉維里克·博班特（Roy Laverick Broadbent）與雕塑家妻子多琳·「迪」·博班特的第二個兒子。博班特的父母都是業餘演員，他們在霍爾頓共同創立了霍爾頓表演團（Holton Players）。由於他們「土地上工作」而不參與第二次世界大戰，故英國廣播公司把兩人描述為良心拒服兵役者。1970年，霍爾頓表演團於威肯比收購了一座前衛理公會教堂，後者將其改造成為一個100個座位的劇院，並且命名為博班特劇院，以紀念設計改建工程的羅伊·博班特。
博班特在雷丁的一所貴格會的學校—雷頓公園學校接受教育，並在轉到倫敦音樂與戲劇藝術學院之前，曾短暫就讀於藝術學院。他於1972年畢業。他的早期作品包括在模擬布倫特國家劇院中以帕特里克·巴洛的助手出場。
博班特在2001年獲得奧斯卡最佳男配角獎。

## 演藝生涯

### 1980年代
博班特的早期舞台作品包括替布倫特國家劇院製作的許多作品中飾演帕特里克·巴洛自命不凡的演員兼經理人戴斯蒙德·奧利維爾·丁格爾（Desmond Olivier Dingle）之受壓迫助手華萊士（Wallace）。博班特跟巴洛以滑稽的方式而不是那麼史詩般的講述歷史和宗教故事，他們以滑稽的方式扮演了許多男性和女性角色，例如《性別完全指南》、《有史以來最偉大的故事》、《革命！！》和《整個世界都是一個地球》。這些都是愛丁堡邊緣、倫敦和巡迴演出中的熱門。後期作品包括在皇家宮廷劇院的1986年作品《卡夫卡的迪克》和1988年作品《我們國家的好》，以及為皇家國家劇院製作的作品，包括《政府督察》。博班特跟麥克·李在舞台上的合作包括《雞皮疙瘩與迷魂藥》。他曾經與史提芬·費雅斯於1984年的《打擊驚魂》合作，以及跟泰利·基咸於1981年的《時光大盜》與1985年的《妙想天開》中合作。
博班特還在1983年、1985年和1991年以非常受歡迎的處景喜劇《只有傻瓜和馬》中的副角色—羅伊·斯萊特的身份出現，這個角色在八年的時間裡出現了三集。他最初被邀請在該劇集裡擔任德爾男孩的主角，但他由於其他承諾而推掉了角色。他還在劇集《摩斯探長》裡扮演了一個角色。他的其他喜劇角色包括在處景喜劇《彼得原理》中擔任主角，並偶爾在《不是九點新聞》和《電視上的維多利亞·伍德》中客串。1983年，他在《黑爵士》第一季的《西班牙鬍子女王》中飾演唐·斯皮金利什（Don Speekingleesh）。他於《黑爵士的聖誕頌歌》裡飾演阿爾伯特親王（Prince Albert），該劇於1988年首播。後來他加入到路雲·雅堅遜惡搞蜘蛛俠的《植物蜘蛛俠》，飾演著一個心懷不滿並妒忌著植物蜘蛛俠之成功的蝙蝠俠。

### 1990年代
博班特的電影突破來自麥克·李於1990年的獨立英國喜劇電影《甜蜜生活》。他在1990年代於電影中確立了自己作為角色演員的地位，包括在米克·紐維爾的1991年古裝愛情片《情迷四月天》、尼爾·喬丹的1992年驚悚片《哭泣的遊戲》、活地·亞倫以1920年代背景的1994年娛樂圈喜劇《子彈橫飛百老匯》，和理查德·朗克瑞恩的1995年電影改編《理查三世》。他也跟尊·古曼一起出現於1997年的奇幻喜劇電影《地板下的小矮人》，以及跟米高·堅合作的1998年音樂喜劇《逐夢之聲》。博班特於麥克·李的另一部電影—1999年的《酣歌暢戲》中擔當主角，以10年的時間飾演著劇作家威廉·S·吉伯特爵士。他在1999年喜劇救濟的《異世奇人》戲仿作品—《神秘博士與致命死亡的詛咒》裡飾演害羞的醫生（Shy Doctor）。

### 2000年代

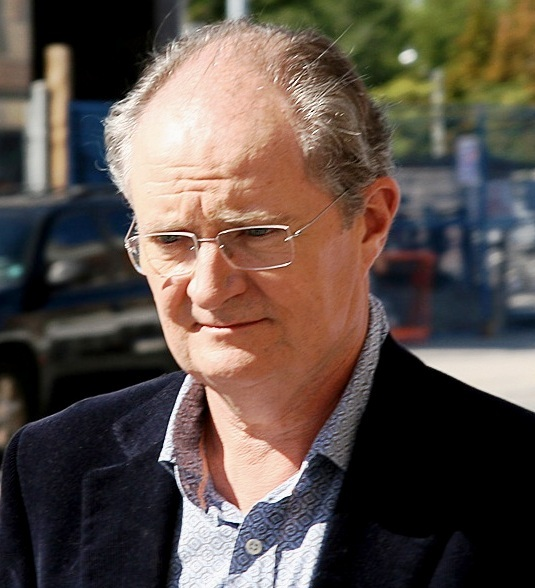
2007年的博班特。

2001年，博班特演出了三部年度最成功的電影：李察·寇蒂斯的《BJ單身日記》、巴茲·雷曼的《情陷紅磨坊》及理察·艾爾的《長路將盡》，他憑藉在這部電影中的演出而贏得奧斯卡金像獎的最佳男配角。他於2002年演出了馬田·史高西斯的《紐約風雲》，以及狄更斯筆下的《少爺返鄉》改編的電影。2005年，博班特演出了根據C·S·路易斯改編的經典兒童奇幻小說《魔幻王國：獅子·女巫·魔衣櫥》的改編電影中飾演狄哥里·寇克教授。同年，博班特於2005年美國動畫電影《露寶治的世界》、《V仔特工隊》和《神奇的旋轉木馬》裡作聲音演出。
博班特在電視電影《結婚禮物》中擔當主角。該電視電影根據真實故事改編，講述了德里克·朗登與妻子戴安娜於婚姻最後數年的故事，後者患上了一種當時醫務人員也無法理解的一種退行性疾病，她跟這種神秘的消耗性疾病作鬥爭，該疾病最終獲證明是肌痛性腦脊髓炎。它開始時是一種流感，但它的狀況逐漸變得更糟。她受到昏厥的影響，以至於她變得如此虛弱得幾乎無法離開輪椅。這導致她出現多年的疼痛與癱瘓，最終導致她死亡。博班特於2006年10月在第4台的劇集《朗福德》中飾演男主角，他憑著飾演第七代朗福德伯爵法蘭克·帕肯納姆而獲得英國電視學院獎、金球獎和艾美獎的提名。該片以朗福德為邁拉·欣德利（Myra Hindley）因摩爾人謀殺案被判處終身監禁的故事為中心。
2007年，博班特在《爆辣刑警》中飾演法蘭克·巴特曼督察。他在1978年的《銀河便車指南》的原始廣播製作中飾演角色弗魯姆方德爾（Vroomfondel）；40年後，他在《六方晶系廣播劇》中飾演馬文（Marvin）一角。他還是史提芬·弗萊的廣播喜劇節目《週六夜狂歡》的常客，該節目於1988年在BBC電台第4台播放。
2008年，博班特於BBC基於事實的單一劇集《愛因斯坦與愛丁頓》中演出支持親牛頓的物理學家奧利佛·洛奇爵士。
牛頓物理學家奧利弗·洛奇爵士。同年，博班特也演出了由史提芬·史匹堡執導的第四輯奪寶奇兵系列電影—2008年的《奪寶奇兵之水晶骷髏國》。他在同年跟艾美莉·賓特共同演出2009年電影《宮廷眷戀－維多利亞與阿爾拔親王》，他於當中飾演威廉四世。他於同年加盟到2009年上映的《哈利波特：混血王子的背叛》以及該系列的最後一輯電影《哈利波特：死神的聖物2》長長的英國演員陣容，他在當中飾演赫瑞司·史拉轟教授。
博班特於2009年在電影《玩轉列斯聯》中飾演1960年代和70年代打比郡足球會的主席森·朗臣；電影中以米高·辛飾演的足球經理白賴仁·哥洛夫為主角。2010年，他於一系列電台廣告中替老鼠少校配音，並為一家能源公司意昂集團的網站活動製作電視廣告。他還在改編自威廉·博伊德（William Boyd）的小說《赤子之心》的電視劇改編中飾演年長的洛根·蒙斯圖爾特（Logan Mountstuart）。隨後他於BBC第一台的劇集《流放》裡擔任主角，該劇由丹尼·布羅克赫斯特撰寫，並由約翰·西姆主演。

### 2010年代

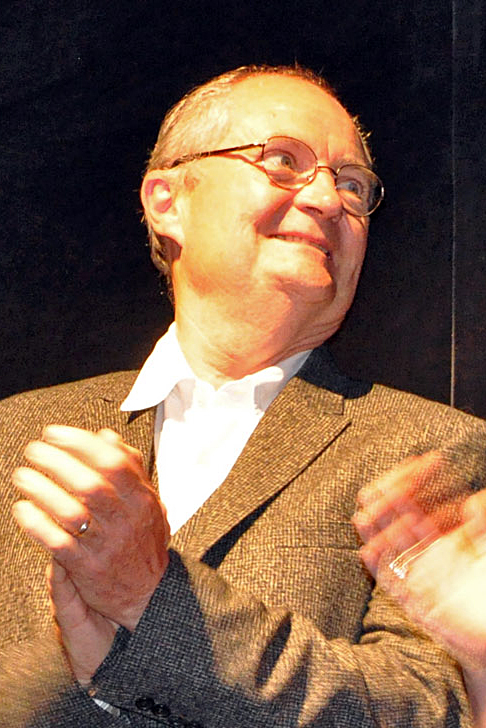
博班特出席於2010年多倫多國際影展。

2010年，博班特跟導演麥克·李於電影《一年未緣》裡重聚，他跟露絲·希恩及李絲莉·曼維爾共同主演。該片在2010年的第63屆康城影展上角逐金棕櫚獎。根據評論匯總網站《爛番茄》，93%的影評人對這部電影給予了正面評價，其批判性的共識寫道：「憑藉強烈的演出與導演對日常生活細微差別的標誌性感受為特點，《一年未緣》標誌著麥克·李的廚房水槽英語戲劇生涯的又一次堅實的開始。」
2012年，他在《鐵娘子—戴卓爾夫人傳》中飾演前首相丹尼士·戴卓爾，跟梅麗·史翠普演對手戲。博班特因其表演提名她獲得英國電影學院獎。同年，他還演出了電影《雲圖》。2014 年，他跟琳賽·鄧肯一起主演了羅傑·米切爾廣受好評的劇情片《愛在巴黎破曉時》。電影評論聚合網站《爛番茄》報告指，基於148條評論，89%的影評人給予影片正面評價，平均評分為 7.4/10。該網站的評論一致認為：「《愛在巴黎破曉時》以苦樂參半的幽默為首，但擁有令人驚訝的棘手深度，它為晚年的掙扎與長期婚姻提供了一個精緻且精心演繹的寫照。」
博班特於2015年跟茜爾莎·羅倫、當勞·格利遜與茱莉·華達絲一起主演了獲得奧斯卡金像獎提名的電影《布魯克林之戀》。在評論匯總網站《爛番茄》上，這部電影在基於256條評論之下，這部電影的支持率為97%，其平均評分為8.4/10。該網站的評論一致認為，「《布魯克林之戀》以一部豐富的時代劇來支持茜爾莎·羅倫和埃默里·科恩的出色表現，既能巧妙地拉動心弦，又能滿足心靈。」該片獲得了包括奧斯卡最佳電影在內的四項奧斯卡金像獎的提名。該年的稍後時間，他還跟瑪姬·史密芙與阿歷斯·詹寧斯一起演出了阿倫·班尼特的2015年喜劇電影《貨車裡的女人》。
同年，博班特跟丹尼爾·里格比、安圖妮亞·湯瑪斯、費恩·科頓和簡·霍羅克斯被揭露為經典的英國兒童電視連續劇《天線得得B》重啟版本的新演員，而博班特聲演的角色為喇叭（Voice Trumpet）。自2016年起，博班特替奧樂齊超市的英國分公司之聖誕廣告裡為胡蘿蔔凱文講述故事；在該公司的2020年廣告中，博班特飾演聖誕老人，據透露他是影片的解說員。他還跟曉治·邦尼輝、莎莉·賀堅絲、茱莉·華達絲和賓·韋沙一同演出廣受好評的英國喜劇電影《柏靈頓》（2014年）和《柏靈頓2》（2018年）。
2016年，博班特參演了HBO劇集《權力遊戲》的第七季。2017 年，他跟夏綠蒂·藍萍、米雪·德格莉和艾美莉·莫添瑪主演了驚悚片《回憶的餘燼》。這部電影在棕櫚泉國際影展上首映並獲得好評。根據《爛番茄》的批判性共識，這部電影是「以博班特的出色主演為基石」，而這部電影「證明始終如一地扣人心弦」。
2018年5月28日，他於英國廣播公司第二台製作的《李爾王》當中飾演格洛斯特（Gloucester）一角，並跟安東尼·鶴健士、愛瑪·湯遜及科倫絲·佩芝一同演出。同年，他於倫敦的塔橋劇院演出馬田·麥當奴的戲劇《一件非常非常非常黑暗的事》之首演中扮演漢斯·安徒生的角色。

### 2020年代
2020年，博班特主演了根據鮑威爾與普雷斯·伯格的經典電影改編的限定劇集《黑水仙》。該劇集於2020年11月23日在FX首播。該系列還由珍瑪·雅德頓、亞歷桑德羅·尼沃拉及戴安娜·烈主演。博班特演出了羅傑·米歇爾的喜劇電影《公爵》，跟海倫·美蘭演對手戲。這部電影於2020年9月4日於威尼斯電影節上進行全球首映。由於COVID-19大流行，電影推延至2021年2月25日才於英國的電影院上映。

### 寫作
博班特於2018年推出了他的第一本圖畫小說《沉悶的瑪格麗特（Dull Margaret）》，該作品由Fantagraphics Books出版。

## 個人生活
1987年，博班特跟畫家兼前劇院設計師安娜塔西雅·路易斯（Anastasia Lewis）結婚，兩人沒有孩子，然而路易斯從上一段關係中有兩名兒子。
博班特主要居住在林肯郡丘陵，他還在倫敦擁有一處房產。他是個無神論者。

## 作品

### 電影
| † | 表示為尚未發布的作品 |

| 年份 | 電影                                     | 角色 | 備註           |
| ---- | ---------------------------------------- | --- | -------------- |
| 1971 | 幽情密使                                 | 板球比賽現場的觀眾（Spectator at Cricket Match） | 不記名         |
| 1978 | 巴力的生平事蹟（The Life Story of Baal） | 樵夫（Woodcutter） |                |
| 1978 | 縱情狂嘯                                 | 庇護外野手（Asylum Fielder） |                |
| 1979 | 長途資料（Long Distance Information）    | 麥克尼斯（Mackaness） |                |
| 1979 | 魔鬼關卡                                 | 德國士兵（German Soldier） | 不記名         |
| 1980 | 破碎的玻璃                               | 車站搬運工（Station Porter） |                |
| 1981 | 戰爭走狗                                 | 劇組人員（Film crew） |                |
| 1981 | 時光大盜                                 | 主持人（Compere） |                |
| 1982 | 一個國家的誕生                           | 傑夫·斐（Geoff Fig） |                |
| 1982 | 準時死亡                                 | 祭司（Priest） | 短片           |
| 1984 | 打擊驚魂                                 | 大律師（Barrister） |                |
| 1985 | 妙想天開                                 | 賈菲醫生（Dr. Jaffe） |                |
| 1985 | 好父親                                   | 羅傑·邁爾斯（Roger Miles） |                |
| 1987 | 超人IV：尋求和平                         | 讓·皮埃爾·杜布瓦（Jean Pierre Dubois） |                |
| 1987 | 運氣用盡                                 | 記者（Reporter） |                |
| 1988 | 嗚聲（Vroom）                            | 當奴（Donald） |                |
| 1989 | 海盜艾瑞克                               | 維京人維京人歐內斯特（Ernest the Viking） |                |
| 1990 | 甜蜜生活                                 | 安迪（Andy） |                |
| 1991 | 情迷四月天                               | 弗雷德里克·阿巴斯諾特（Frederick Arbuthnot） |                |
| 1992 | 哭泣的遊戲                               | 上校（Col） |                |
| 1993 | 結婚禮物                                 | 德里克·朗登 |                |
| 1993 | 灰王子（Prince Cinders）                 | 醜哥（Ugly Brother） | 聲演           |
| 1994 | 子彈橫飛百老匯                           | 華納·賽爾（Warner Purcell） |                |
| 1994 | 卡拉布公主                               | 沃勒爾先生（ Mr. Worrall） |                |
| 1994 | 寡婦村                                   | 克蘭西（Con Clancy） |                |
| 1995 | 理查德三世                               | 第二代白金汉公爵亨利·斯塔福德 |                |
| 1995 | 最後的英國人（The Last Englishman）      | 阿爾弗雷德·溫特爾 |                |
| 1995 | 魔法的力量                               | 安塞爾醫生（Doc Ansell） |                |
| 1996 | 秘密間碟                                 | 熱火總督察（Chief Inspector Heat） |                |
| 1997 | 地板下的小矮人                           | 豆莢時鐘（Pod Clock） |                |
| 1997 | 情繫冰雪                                 | 拉格曼博士（Dr. Lagermann） |                |
| 1998 | 復仇者                                   | 母親（Mother） |                |
| 1998 | 啞巴歌手                                 | 噓先生（Mr. Boo） |                |
| 1999 | 酣歌暢戲                                 | 威廉·S·吉伯特 |                |
| 2001 | BJ單身日記                               | 科林·鍾斯（Colin Jones） |                |
| 2001 | 情陷紅磨坊                               | 哈羅德·齊德勒（Harold Zidler） |                |
| 2001 | 特工IRIS                                 | 約翰·貝利 |                |
| 2002 | 紐約風雲                                 | 特威德老大 |                |
| 2002 | 少爺返鄉                                 | 韋克福德·奎爾斯先生（Mr. Wackford Squeers） |                |
| 2003 | 光彩年華                                 | 醉少校（Drunk Major） |                |
| 2003 | 安娜·斯普德（Anna Spud）                 | 父親（Dad） | 短片           |
| 2004 | 八十日環遊世界                           | 凱文勳爵（Lord Kelvin） |                |
| 2004 | 浮華新世界                               | 奧斯本先生（Mr. Osborne） |                |
| 2004 | 牙齒（Tooth）                            | 兔子（The Rabbit） | 聲演           |
| 2004 | 地下觀音                                 | 法官（Judge） |                |
| 2004 | BJ單身日記：愛你不愛你                   | 科林·鍾斯（Colin Jones） |                |
| 2005 | 露寶治的世界                             | 密封圈夫人（Madame Gasket） | 聲演           |
| 2005 | V仔特工隊                                | 中士（Sergeant） | 聲演           |
| 2005 | 魔幻王國：獅子·女巫·魔衣櫥               | 狄哥里·寇克 |                |
| 2005 | 神奇的旋轉木馬                           | 布萊恩（Brian） | 聲演           |
| 2006 | 校園秘密檔案                             | 占美（Jimmy） |                |
| 2007 | 爆辣刑警                                 | 弗蘭克·巴特曼督察（Inspector Frank Butterman） |                |
| 2007 | 崎路父子情                               | 阿瑟·莫里森（Arthur Morrison） |                |
| 2008 | 占美闖天關                               | 伊戈爾·斯特羅莫夫斯基（Igor Stromowskij） | 聲演；英語版本 |
| 2008 | 奪寶奇兵之水晶骷髏國                     | 查理斯·斯坦福斯院長（Dean Charles Stanforth） |                |
| 2008 | 魔法天書                                 | 費諾利奧（Fenoglio） |                |
| 2008 | 河岸的故事                               | G.P. | 聲演           |
| 2009 | 宮廷眷戀：維多利亞與阿爾拔親王           | 威廉四世 |                |
| 2009 | 玩轉列斯聯                               | 森·朗臣 |                |
| 2009 | 哈利波特：混血王子的背叛                 | 赫瑞司·史拉轟 |                |
| 2009 | 搶錢搶妞暴走男                           | 占·麥克雷（Jim McCrea） |                |
| 2009 | 雷頓教授冒險：永遠之歌姬                 | 嘉露（Carol） | 聲演；英語配音 |
| 2010 | 一年未緣                                 | 湯姆（Tom） |                |
| 2010 | 動物總動員                               | 溫斯頓（Winston） | 聲演；英語配音 |
| 2011 | 哈利波特：死神的聖物2                    | 赫瑞司·史拉轟 |                |
| 2011 | 亞瑟少爺救聖誕                           | 馬爾科姆「聖誕老人」（Malcolm "Santa" Claus） | 聲演           |
| 2011 | 鐵娘子：戴卓爾夫人傳                     | 丹尼士·戴卓爾 |                |
| 2012 | 雲圖                                     | 莫利紐船長（Captain Molyneux） 維維安·埃爾斯（Vyvyan Ayrs） 提摩西·卡文迪什（Timothy Cavendish） 韓國音樂人（Korean Musician） 預知者2號（Prescient 2） |                |
| 2013 | 全面鎖定                                 | 總檢察長（Attorney General） |                |
| 2013 | 下流刑警                                 | 羅西博士（Dr. Rossi） |                |
| 2013 | 愛在巴黎破曉時                           | 尼克·伯羅斯（Nick Burrows） |                |
| 2013 | 哈利希爾的電影                           | 清潔工比爾（Bill the Cleaner） |                |
| 2013 | 自殺熱線                                 | 史丹利（Stanley） | 聲演；短片     |
| 2014 | 郵差帕特                                 | 布朗先生（Mr. Brown） | 聲演           |
| 2014 | 柏靈頓                                   | 塞繆爾·格魯伯（Samuel Gruber） |                |
| 2014 | 抓住聖誕老人                             | 聖誕老人 |                |
| 2014 | 總統遊戲                                 | 赫伯特（Herbert） |                |
| 2015 | 布魯克林之戀                             | 洪水之父（Father Flood） |                |
| 2015 | 貨車裡的女人                             | 安德伍德（Underwood） |                |
| 2015 | 天氣裡面（The Weather Inside）           | 英國大使（Britischer Botschafter） |                |
| 2016 | 我要做鷹雄                               | BBC評論員（BBC Commentator） |                |
| 2016 | 泰山傳奇：森林爭霸                       | 英國首相（British Prime Minister） |                |
| 2016 | 高盧英雄：諸神領域                       | 尤利烏斯·凱撒 | 聲演；英語配音 |
| 2016 | BJ單身日記：生得啦BABY                   | 科林·鍾斯（Colin Jones） |                |
| 2016 | 倫敦一家人                               | 歐內斯特布里格斯（Ernest Briggs） | 聲演           |
| 2017 | 回憶的餘燼                               | 東尼·韋伯斯特（Tony Webster） |                |
| 2017 | 柏靈頓2                                  | 森繆·格魯伯（Samuel Gruber） |                |
| 2017 | 瑪麗與魔女之花                           | 狄醫生（Doctor Dee） | 聲演；英語配音 |
| 2018 | 怪醫D老篤                                | 湯馬斯·巴格利勳爵（Lord Thomas Badgley） |                |
| 2018 | 公爵                                     | 肯普頓·邦頓 |                |
| 2018 | 午夜密令                                 | 查理（Charlie） |                |
| 2021 | 夏洛特                                   | 格羅爸爸（Grosspapa） |                |
| 2021 | 耶誕男孩                                 | 沃德爾神父（Father Vodell） |                |
| 2023 | 哈羅德·弗萊的奇異之旅                    | 哈羅德·弗萊（Harold Fry） | 後期製作中     |

### 劇集
| 年份      | 劇集                                                 | 角色                                                 | 備註                                              |
| --------- | ---------------------------------------------------- | ---------------------------------------------------- | ------------------------------------------------- |
| 1979      | 不是九點新聞                                         | 工會談判代表（Union negotiator）                     | 小品：最終要求（Final Demands）                   |
| 1980      | BBC第2台劇場                                         | 斯圖爾特（Stewart）                                  | 集數：無國界遊戲（Games Without Frontiers）       |
| 1982      | 感情物件（Objects of Affection）                     | 墓地服務員（Cemetery Attendant）                     | 集數：我們的雲妮（Our Winnie）                    |
| 1982      | 猛禽                                                 | 迪·斯坦利·理查森（Di Stanley Richardson）            | 集數：輸入分類（Input Classified）                |
| 1982      | 華特                                                 | 約瑟夫（Joseph）                                     | 電視電影                                          |
| 1983      | 皇廷秘史                                             | 唐·斯皮京列殊（Don Speekingleesh）                   | 集數：西班牙女王的鬍子                            |
| 1983      | 華特與祖恩（Walter and June）                        | 約瑟夫（Joseph）                                     | 電視電影                                          |
| 1983-1991 | 只有傻瓜和馬                                         | 偵探總督察羅伊·斯萊特（Det. Chief Insp. Roy Slater） | 3集                                               |
| 1984      | 法庭內外                                             | 羅拔·麥克布萊德（Robert MacBride）                   | 集數：敢於耳語（上）（Whisper Who Dares: Part 1） |
| 1985      | 快樂家庭                                             | 達爾克魯瓦（Dalcroix）                               | 3集                                               |
| 1985      | 西拉斯·馬爾納                                        | 傑姆·羅德尼（Jem Rodney）                            | 電視電影                                          |
| 1986      | 第二屏幕                                             | 占令（Gutling）                                      | 集數：保險男（The Insurance Man）                 |
| 1987      | 維多利亞·伍德：如在電視上看到                        | 博士                                                 | 電視特備                                          |
| 1988      | 出乎意料的故事                                       | 洛夫喬先生（Mr. Lovejoy）                            | 集數：生命的真相（The Facts of Life）             |
| 1988      | 劇場夜                                               | 領班雅克（Maitre Jacques）                           | 集數：吝嗇鬼                                      |
| 1988      | 戲劇羅摩                                             | 基思叔叔（Uncle Keith）                              | 集數：興風作浪（Making Waves）                    |
| 1988      | 黑爵士的聖誕頌歌                                     | 亞厘畢親王                                           | 電視特備                                          |
| 1989      | 革命!!                                               | 華萊士（Wallace）                                    | 電視電影；也是編劇                                |
| 1989      | 維多利亞·伍德                                        | 艾倫·哈蒙德（Alan Hammond）                          | 集數：待在裡面（Staying In）                      |
| 1990      | 綜合巴士                                             | 郵差勞連（Postman Roulin）                           | 集數：梵高（Van Gogh）                            |
| 1991      | 去狗那裡                                             | 占·莫利（Jim Morley）                                | 6集                                               |
| 1991      | 最可怕的謀殺                                         | 塞爾·溫普斯（Selwyn Proops）                         | 集數：堅定的女人（A Determined Woman）            |
| 1991      | 表現                                                 | 卡梅羅（Carmello）                                   | 集數：諾娜（Nona）                                |
| 1991-93   | 第一屏幕                                             | 德里克·朗登 / 雜貨商（Deric Longden / Grocer）       | 2集                                               |
| 1992      | 歷史感（A Sense of History）                         | 第23代利特伯爵（The 23rd Earl of Leete）             | 電視電影；也是編劇                                |
| 1992      | 摩斯偵探                                             | 查理·貝內特（Charlie Bennett）                       | 集數：絕對定罪（Absolute Conviction）             |
| 1993      | 處於精神崩潰邊緣的偵探                               | 喬治（George）                                       | BBC的短片連環畫禮物                               |
| 1994      | 永動—福特全順（Perpetual Motion - The Ford Transit） | 解說員（Narrator）                                   | 聲演                                              |
| 1995-2000 | 彼得原理                                             | 彼得·達夫利（Peter Duffley）                         | 13集                                              |
| 1996-1999 | 公園管理員珀西                                       | 珀西（Percy）                                        | 聲演；18集                                        |
| 1997-1998 | 荊棘樹籬                                             | 羅勒（Basil）                                        | 聲演；2集                                         |
| 1999      | 神秘博士與致命死亡的詛咒                             | 害羞的醫生（The Shy Doctor）                         | 電視特備                                          |
| 1999      | 大日子（Big Day）                                    | 羅拔（Robert）                                       | 電視短片；也是編劇                                |
| 2002      | 集結風暴                                             | 戴斯蒙德·莫頓                                        | 電視電影                                          |
| 2003      | 年輕的訪客                                           | 阿爾弗雷德·薩爾蒂納（Alfred Salteena）               | 電視電影                                          |
| 2003      | 並由潘喬·維拉飾演他自己                              | 哈里·艾特肯                                          | 電視電影                                          |
| 2004      | 小獅歷險記                                           | 艾迪（Eddie）                                        | 聲演；電視電影                                    |
| 2005      | 植物蜘蛛俠                                           | 蝙蝠俠                                               | 電視短片                                          |
| 2006      | 街道                                                 | 施丹·麥克德莫特（Stan McDermott）                    | 3集                                               |
| 2006      | 朗福德                                               | 第七代朗福德伯爵法蘭克·帕肯納姆                      | 電視電影                                          |
| 2008      | 愛因斯坦與愛丁頓                                     | 奧利佛·洛奇爵士                                      | 電視電影                                          |
| 2008      | 失物招領處                                           | 解說員（Narrator）                                   | 聲演；電視電影                                    |
| 2010      | 赤子之心                                             | 年長的洛根·蒙斯圖爾特（Logan Mountstuart）           | 4集                                               |
| 2011      | 流放                                                 | 森·朗施塔特（Sam Ronstadt）                          | 3集                                               |
| 2013      | 火車大劫案                                           | 湯美·巴特勒                                          | 電視電影                                          |
| 2015      | 倫敦間諜                                             | 斯科蒂（Scottie）                                    | 5集                                               |
| 2015      | 信使的覺醒-幽情密使                                  | 老年里奧·科爾斯頓（Old Leo Colston）                 | 電視電影                                          |
| 2015–18   | 天線得得B                                            | 小號（Trumpets）                                     | 聲演；120集                                       |
| 2016      | 戰爭與和平                                           | 尼古拉·博爾孔斯基王子（Prince Nikolai Bolkonsky）    | 5集                                               |
| 2017      | 權力遊戲                                             | 艾布羅斯學士（Archmaester Ebrose）                   | 4集                                               |
| 2018      | 戴安娜（Diana）                                      | 年長的查理斯／旁白（Older Charles / Narrator）       | 電視電影                                          |
| 2018      | 李爾王                                               | 格洛斯特（Gloucester）                               | 電視電影                                          |
| 2020      | 黑水仙                                               | 羅伯茲神父（Father Roberts）                         | 2集                                               |
| 2022      | 為何他們不問埃文斯？                                 | 馬查姆勳爵（Lord Marcham）                           | 集數：#1.1                                        |
| 2022      | 10%                                                  | 理察·南丁格爾（Richard Nightingale）                 | 集數：#1.1                                        |
| 2022      | 階段性                                               | 他本人                                               | 2集                                               |

### 舞台劇
| 年份      | 劇作家                       | 劇目                     | 角色                                | 演出地點                       |
| --------- | ---------------------------- | ------------------------ | ----------------------------------- | ------------------------------ |
| 1982      | 湯姆·史塔佩                  | 每個好孩子都值得被寵愛   | 上校（Colonel）                     | 皇家莎士比亞劇團巴比肯藝術中心 |
| 1988      | 喬治·法誇爾                  | 招聘官                   | 凱特中士（Sergeant Kite）           | 皇家宮廷劇院（西區劇院）       |
| 1988      | 添布力·韋騰貝克              | 我們國家的好             | 哈里·布魯爾（Harry Brewer）         | 皇家宮廷劇院（西區劇院）       |
| 1989      | 喬治·費多                    | 她耳朵裡的跳蚤           | 表演者（Performer）                 | 倫敦舊維克劇場                 |
| 1996      | 阿倫·班尼特                  | 人身保護令               | 亞瑟·維克斯蒂德（Arthur Wicksteed） | 倫敦道馬劇院                   |
| 2003-2004 | 馬田·麥當奴                  | 枕頭人                   | 圖波爾克西（Tupolksi）              | 科特索劇場（皇家國家劇院）     |
| 2005      | 李·辛普森及菲利姆·麥克德莫特 | 血腥劇場                 | 愛德華·獅子心（Edward Lionheart）   | 利特爾頓劇場（皇家國家劇院）   |
| 2015      | 查理斯·狄更斯                | 聖誕頌歌                 | 史古基                              | 諾埃爾·科沃德劇院（西區劇院）  |
| 2018      | 馬田·麥當奴                  | 一件非常非常非常黑暗的事 | 漢斯·安徒生                         | 倫敦塔橋劇院                   |

## 外部連結
- 吉姆·布勞德本特在互联网电影资料库（IMDb）上的資料（英文）
- 在AllMovie上吉姆·布勞德本特的頁面（英文）
- 吉姆·布勞德本特 在英國電影協會的Screenonline
- Biography（页面存档备份，存于） on the Broadbent Theatre website（页面存档备份，存于）
- Interview with Broadbent at the BAFTA website （页面存档备份，存于）